# ダヴ・キャメロン
ダヴ・オリヴィア・キャメロン（英: Dove Olivia Cameron、本名: クロエ・セレステ・ホスターマン、英: Chloe Celeste Hosterman、1996年1月15日 - ）は、アメリカ合衆国の女優、歌手。

## 来歴

### 生い立ち
ダヴ・キャメロンは1996年1月15日、ワシントン州シアトル ベインブリッジアイランドで生まれた。本名はクロエ・セレステ・ホスターマン。
父のフィリップ・アラン・ホスターマンは離婚後、2011年に死亡（自殺）、母のボニー・ウォリス、姉クレア・ホスターマンがいる。
ワシントン州ベインブリッジアイランドで育ち、8歳の時にコミュニティー劇場 (Bainbridge Performing Arts) で演技を始める。14歳の時にカリフォルニア州ロサンゼルスに引越しをした。学生時代バーバンク高校 (Burbank High School) の聖歌隊ナショナル・チャンピオンシップ・ショーで歌う。

### 2012年-過去: 『うわさのツインズ リブとマディ』
2012年、テレビドラマ『シェイムレス 俺たちに恥はない』で女優デビューする。同年のテレビドラマ『メンタリスト』では幻覚を起こしたサイモン・ベイカー演じる主人公パトリック・ジェーンの娘役シャーロット・アン・ジェーンを演じている。同年4月ディズニー・チャンネルの番組 Bits and Pieces パイロット版の制作が発表され、アラナ (Alanna) 役にキャスティングされた（未放送）。
2013年、米国ABCのコメディドラマ Malibu Country に出演。
米国で2013年7月19日、日本で2014年3月23日より放送開始されたディズニー・チャンネル放送番組『うわさのツインズ リブとマディ』で主演を獲得し、一卵性双生児のリブとマディの一人二役を演じた。米国での初回エピソードは580万人が視聴し、同チャンネルで放送された『シェキラ!』の初回放送620万人の2010年11月7日以来の視聴者となった。
2013年8月27日、オルタナティヴ・ロック・バンドイマジン・ドラゴンズの曲 "On Top of the World" を歌ったカバー曲が発売され、米国ビルボード Kid Digital Songs チャートにおいて最高17位になり、3週間チャート入りする。同年10月15日ウォルト・ディズニー・レコードより発売されたシングル "Better In Stereo"は米国ビルボード Kid Digital Songs チャートにおいてダヴ最初のナンバー1ヒットを記録し、25週間チャート入りする。同年12月、カリフォルニア州アナハイムディズニーランドのディズニー・パークス・クリスマス・デイ・パレードでクリスマスソング "Let it Snow" のパフォーマンスを行った。
2014年1月13日にディズニーチャンネルは『うわさのツインズ リブとマディ』の第2シーズンを13エピソード撮影制作することが発表され、その後、第2シーズンは全24話制作された。同作のサウンドトラックは2015年3月に発売された。第3シーズン撮影終了後ダヴは「2つの異なる役柄を演じることは、女優として訓練させるにはもってこいな方法でした。毎日のように、この番組は、私がなぜ女優という仕事を選んだのかを思い出させてくれるのです」と述べている。シーズン3の続きであるカリフォルニアでの生活を描いたシーズン4はすでに撮影が行われている。
2014年ディズニー・チャンネル・オリジナル・ムービーのスノーボーダーを描いた物語『クラウド9』で主演ケイラ・モーガン役を演じ競技大会で勝利を目指すチームのキャプテンを演じ、米国での初回放送では496万人が視聴している。同作品のテーマソング "Cloud 9" は共演ルーク・ベンワードとのデュエット曲である。同年6月3日シングル曲 "Count Me In"が発売され、米国ビルボード Kid Digital Songs チャートにおいて第1位を記録する。同年12月2日、シングル曲 "You, Me and the Beat"が発売され、米国ビルボード Kid Digital Songs チャートにおいて第4位となる。
2015年7月（日本12月放送）、ディズニー・チャンネル・オリジナル・ムービー『ディセンダント』で魔女マレフィセントの娘マル（主役）にキャスティングされた。15回のオーディションを経てマル役に抜擢されたダヴを監督のケニー・オルテガは「知性を感じ、人としての深みもあり、ユーモアのセンスもよく、とてもエネルギーがある」と評した。同作品のプレミア放送は全米ケーブルテレビ映画で歴代5位となる1,220万人が視聴した。ディセンダント サウンドトラックは全米アルバムチャートビルボード200で第1位を記録している。同作品を基にした短編アニメーション・シリーズ『ディセンダント キケンな世界』も製作され、マル役で声の出演をしている。
2015年2月に撮影開始されたテレビ映画 Monsterville: The Cabinet of Souls で主演している。同年、『オースティン&アリー』にゲスト出演した。2015年のアクションコメディ映画『ベアリー・リーサル』では主演ヘイリー・スタインフェルド（メーガン）の友人リズを演じた。
同年秋、音楽デュオ名「ザ・ガール・アンド・ザ・ドリームキャッチャー」が発表され、ダヴとライアン・マッカータンのデュエット曲 "Written in the Stars" が公開された。2016年2月、"Glowing in the Dark" をリリース、4月に "Someone You Like" がリリースされた。
2016年3月、クリスティーナ・アギレラの楽曲「ジニー・イン・ア・ボトル」（1999年）を基にしたカバー曲をリリース、『ディセンダント』のマルに扮したミュージックビデオも製作された。
同年12月に米NBCで放送する生放送ミュージカル『Hairspray Live!』では野心家で意地悪な人物アンバーを演じる。
2017年7月21日（全米公開日）には『ディセンダント』の続編である『ディセンダント2』が公開された。3作目の制作も発表されている。
2018年には『エージェント・オブ・シールド』シーズン5にルビー・ヘイル役で準レギュラーとして参加したほか、『うわさのツインズ リブとマディ』のシーズン4における演技が評価されデイタイム・エミー賞最優秀児童TVシリーズ役者賞（児童向け番組）を受賞した。

### 2019年から現在まで
2019年からソロの制作を始めた。ダヴのソロシンガーとしてのファーストソングは同年9月27日にリリースした「blood shot / waste」である。この曲はダヴが過去に関わってきたポップなディズニーソングなどとは対照的で全てダークな雰囲気の曲となっている。そのことについてダヴは「私は暗い人間なの。ずっとそういう人間だった。キャリアが明るい方向に進んだっていうだけでね。ダークで、雰囲気のある音楽をリリースしているのは、意識してやっていることなの。」と語っている。
同年11月1日に「so good 」をリリースした。またこの曲は2019年に公開されたネットフリックスオリジナルムービー『アフター -壊れる絆-』の劇中にて使用された。さらに映画の予告編では同じくダヴの曲である「we belong」が使用されている。
同年12月6日に「out of touch」をリリースした。
同年8月2日（全米公開日）にはディセンダントシリーズの完結編である『ディセンダント3』が公開された。
同年8月28日（全米公開日）『マーベル　ライジング　バンドバトル』にてグウェン・ステイシー役として「Born Ready」を披露した。
2020年には「Remember me」「We belong」の2曲をリリース。これらも上記同様ダークな雰囲気となっている。「We belong 」については自分のセクシャリティについて改めて公言するキッカケとなったと語っている。
同年5月2日キッズ・チョイス・アワード映画女優賞をディセンダント3 マル役で受賞した。
2021年には「Lazy Baby」とRezzとの共同作成曲「Taste of you」の2曲をリリースした。この「Lazy Baby」はダヴの今までのソロソングとは打って変わって軽快でポップな曲となっている。この曲はダヴが元恋人のトーマス・ドハティとの破局の経験を基に作成された。
また曲以外にもアニメやドラマに参加している。アニメでは『ディセンダント・ロイヤルウェディング』のマル役として声をあてた。その一方ドラマにはApple TVオリジナルの『シュミガドーン!』のベッツィ役として演じた。この作品は2023年1月18日にシーズン2の公開が発表され、同年4月7日から公開が予定されている。
同年10月4日(米国時間)からシカゴ、ニューヨーク、ロサンゼルスの3箇所で小規模のライブコンサートツアーを実施した。
同年9月30日には、ニューヨーク・シティ・バレエ団（New York City Ballet）が開催する「フォール・ファッション・ガラ（Fall Fashion Gala）」にも参加している。
2022年2月11日に「Boyfriend 」をリリースした。「Boyfriend 」の公開後数日である2月19日にダヴは今までに作成した曲、計9曲を全てのストリーミングサービスから削除した。(Rezz と共同制作のTaste of youは含まれていない。)このことについてダヴは「今まで模索していた自分をようやく見つけることができました。そしてこの新曲は今までの曲よりもよりそれを表現していると感じています。色々話し合った末、新たに再出発をすることに決めました。」と語った。
またこの「Boyfriend 」はダヴのソロ初であるLGBTQ+ソングであり、キャリア最高ヒットソングである。リリース初週ではSpotify において女性ソロアーティストとして1週間で最も再生された楽曲ランキングの6位にランクイン。UKの全英シングルチャートでも14位にランクインし、これは、ダヴにとって初となる全英シングルチャートTOP20に入った。また、Spotifyのグローバル・シングル・チャートでは最高15位にランクインするなど自身のキャリア最高の成績である。
この「Boyfriend」のヒットにより同年8月29日(米国時間)にMTVビデオ・ミュージック・アワード最優秀新人賞を受賞。
また11月21日(日本時間)にアメリカン・ミュージック・アワードでニュー・アーティスト・オブ・ザイヤーを受賞した。ここでのBoyfriendのパフォーマンスはダヴのYouTubeにて公開されている。
この時、赤いドレスを着たダンサーがいるがそれは日本のダンサー島津藍である。
さらに12月7日(日本時間)に行われるピープルズ・チョイス・アワードのザ・ニューアーティスト・オブ・2022にノミネートされた。
この「Boyfriend」はイギリス限定で同年3月18日にCD販売された。
同年6月24日に「Breakfast」をリリースした。この曲はロー対ウェイド判決がアメリカの最高裁判所で覆されたことをキッカケに作成された。「Breakfast」のMVにも同様の内容を指す描写が含まれている。
同年10月28日「Bad Idea」をリリースした。
同年5月2日に行われた世界最大規模のファッションショーであるメットガラ2022に初参加した。
同年12月7日「Girl Like Me」をリリースした。この楽曲は1994年にエドウィン・コリンズによってリリースされた「A Girl Like You」がベースとなっている。
同年12月10日(米国時間)にニューヨークのマディソン・スクエア・ガーデンにて行われたiHeartRedio Jingle Ball 2022に参加し、「Bad Idea」「Breakfast」「MONTERO」「Girl Like Me」「Boyfriend」の計5曲を披露した。
2023年2月10日にカリードとのデュエット曲「We Go Down Together」をリリースした。公開直後、SpotifyのPop Rising にて2位にランクイン。
同年4月12日（日本時間）にApple TVオリジナルのドラマ『シュミガドーン!』シーズン2が公開された。ダヴはジェニー・バンクスを演じた。
同年4月14日にディプロ、スタージル・シンプソン、Johnny Blue Skiesの曲「Use Me (Brutal Hearts)」をリリースした。
同年9月8日にマシュメロとのコラボ曲「Other Boys」をリリースした。

## 私生活
「ダヴ (Dove)」という名は父がつけた愛称である。「Doveと呼ばれるとお父さんに呼ばれる気がする」ために改名した。
お気に入りの映画はティム・バートン監督作品のファンタジー映画『シザーハンズ』。
バイセクシュアルであると公表していたが、2021年5月にクィアであると語っている。また、フェミニストでもある。
主役を演じる『うわさのツインズ リブとマディ』で恋人同士を演じているディギー (Diggie) 役のライアン・マッカータン (Ryan McCartan) と私生活でも交際していることが2013年の夏に報じられる。ライアンは同作撮影後の深夜、キャメロンを初デートに誘うことに決めたという。2016年4月14日、キャメロンとライアン・マッカータンが婚約を公表したが、半年後の10月5日、ライアンはツイッターでキャメロンとの婚約を解消して破局したことを明らかにした。
その後、『ディセンダント2』、『～3』で共演したハリー役のトーマス・ドハティと2017年2月から正式に交際を始めた。当初は遠距離恋愛だったものの、Facebookを通じて毎日連絡を取り合うなどファンからも憧れるカップルであった。また、2019年のダヴの誕生日に投稿されたインスタグラムには「私が誰かと結婚するとしたら、それはトーマスね」とコメントを添えた。2020年の新型コロナウイルスが蔓延する前に2人はロサンゼルスのワンルームに引っ越し生活を送っていたが、お互いのインスタグラムをフォロー解除していたことを皮切りに、2020年10月にトーマス・ドハティと破局したことをインスタグラムのストーリーにて発表した。
ミュージックビデオ『What A Girl Is』で共演をしたクリスティーナ・グリミーが、2016年6月10日に行なわれたコンサート終了後に射殺された事件について、「彼女の死が、頭から離れない。昨夜はほとんど寝れなかった。」とツイートした。
2019年7月6日『ディセンダント』シリーズなどで共演したキャメロン・ボイスが亡くなった際、インスタグラムにて心境を語った（現在は削除済み）。以下はその文章を一部抜粋したものである。「さようなら、天使のようなあなた。残りの人生ずっと、あなたを愛しつづけ、そして恋しく思いつづけるでしょう」その後キャメロン・ボイスの遺族が「キャメロン・ボイス基金」を設立しダヴやディセンダントシリーズで共演したソフィア・カーソンや監督のケニー・オルテガらがチャリティイベントに参加している。また、キャメロン・ボイスが生前に始めたプロジェクトである「Wielding Peace」の象徴であるピストルの銃口からバラや花束が飛び出すデザインであるタトゥーを入れた。
2024年2月5日イタリアン・ロックバンド「マネスキン」のボーカルであるダミアーノ・ダヴィドと交際してることを公表。クライグ・デイヴィスのグラミー賞授賞式のプレパーティに揃って出席した。

## 主な出演作品

### 映画
| 年   | 題名                                      | 役名           |
| ---- | ----------------------------------------- | -------------- |
| 2015 | ベアリー・リーサル Barely Lethal          | リズ・ラーソン |
| 2019 | アングリーバード2 The Angry Birds Movie 2 | エラ           |

#### テレビ映画
| 年   | 題名                          | 役名             | 備考                                         |
| ---- | ----------------------------- | ---------------- | -------------------------------------------- |
| 2014 | クラウド9 Cloud 9             | ケイラ・モーガン | ディズニー・チャンネル・オリジナル・ムービー |
| 2015 | ディセンダント Descendants    | マル             | ディズニー・チャンネル・オリジナル・ムービー |
| 2015 | ディセンダント2 Descendants 2 | マル             | ディズニー・チャンネル・オリジナル・ムービー |
| 2019 | ディセンダント3 Descendants 3 | マル             | ディズニー・チャンネル・オリジナル・ムービー |

#### WEB配信映画
| 年   | 題名                | 役名             | 配信局  |
| ---- | ------------------- | ---------------- | ------- |
| 2018 | ダンプリン Dumplin' | ベカー・コッター | Netflix |

### テレビ番組
| 年        | 題名                                                                                      | 役名                              | 備考 |
| --------- | ----------------------------------------------------------------------------------------- | --------------------------------- | --- |
| 2012      | シェイムレス 俺たちに恥はない Shameless                                                   | ホリー・ハーキマー                | 第2シーズン第4話 「最高のパーティー！？」 "A Beautiful Mess" 第2シーズン第5話 「親父はみんなロクデナシ！？」 "Father's Day" |
| 2012      | メンタリスト The Mentalist                                                                | シャーロット・アン・ジェーン      | 第5シーズン第2話 「血染めのダイヤ」 "Devil's Cherry"                                                                        |
| 2012      | Bits and Pieces                                                                           | アラナ                            | ディズニー・チャンネル、パイロット版（未放送）                                                                              |
| 2013      | Malibu Country                                                                            | シエナ                            | 第1シーズン第8話 "Push Comes to Shove"                                                                                      |
| 2013-2017 | うわさのツインズ リブとマディ Liv and Maddie                                              | リブ・ルーニー / マディ・ルーニー | |
| 2015      | オースティン&アリー Austin & Ally                                                         | ボビー                            | 第4シーズン第6話 「ライバルあらわる」 "Duos & Deception"                                                                    |
| 2015      | ディセンダント キケンな世界 Descendants: Wicked World                                     | マル                              | 声の出演 (アニメーション)                                                                                                   |
| 2016      | アルティメット・スパイダーマン Ultimate Spider-Man                                        | グウェン・ステイシー              | 声の出演、第4シーズン「異次元のスパイダーマン、再び パート4」                                                               |
| 2016      | ヘアスプレー ライブ! Hairspray Live!                                                      | アンバー                          | |
| 2017      | ザ・ロッジ The Lodge                                                                      | Jess                              | 計4話出演 |
| 2018      | ソイ・ルナ Soy Luna                                                                       | Herself / Guest start             | 計1話出演 |
| 2018      | エージェント・オブ・シールド Agents of S.H.I.E.L.D.                                       | ルビー・ヘイル                    | 計6話出演 |
| 2018      | ディセンダント ショート・ストーリー/アンダー・ザ・シー Under the Sea: A Descendants Story | マル                              | |
| 2018      | マーベルライジング・始動 Marvel Rising: Initiation                                        | ゴースト・スパイダー              | 声の出演 (アニメーション)                                                                                                   |
| 2021      | ディセンダント ロイヤルウェディング Descendants Royal Wedding                             | マル                              | 声の出演 (アニメーション)                                                                                                   |
| 2021      | シュミガドーン! Schmigadoon!                                                              | ベッツィ・マクドノウ              | 計6話出演 |
| 2022      | Big Nate                                                                                  | エレン・ホワイト                  | 声の出演 (アニメーション)                                                                                                   |
| 2023      | シュミガドーン!（シーズン2） Schmigadoon!(Season 2)                                       | ジェニー・バンクス                | 計6話出演 |

## ディスコグラフィ

### サウンドトラック
| Liv and Maddie                                          | - 発売日: 2015年3月17日 - フォーマット: CD、デジタル・ダウンロード - レーベル: ウォルト・ディズニー                                  | 180 | 3 | 11 | 16 |
| ディセンダント サウンドトラック                         | - 米国発売日: 2015年7月31日 - 日本発売日: 2015年11月18日 - フォーマット: CD、デジタル・ダウンロード - レーベル: ウォルト・ディズニー | 1   | 1 | 1  | —  |
| ディセンダント2 サウンドトラック                        | - 米国発売日: 2017年7月14日 - 日本発売日: 2017年10月18日 - フォーマット: CD、デジタル・ダウンロード - レーベル: ウォルト・ディズニー | 1   | 1 | 6  | —  |
| ディセンダント3 サウンドトラック                        | - 米国発売日: 2019年8月2日 - 日本発売日: 2019年9月18日 - フォーマット: CD、デジタル・ダウンロード - レーベル: ウォルト・ディズニー   | 1   | 1 | 7  | —  |
| "-"はチャート圏外かチャート対象外のいずれかを意味する。 | |     |   |    |    |

### その他のチャート入りした曲
| 曲名                                                                                       | 年   | 最高順位 | アルバム                         |
| 曲名                                                                                       | 年   | US       | アルバム                         |
| ------------------------------------------------------------------------------------------ | ---- | -------- | -------------------------------- |
| "Rotten to the Core" (with ソフィア・カーソン、キャメロン・ボイス、ブーブー・スチュワート) | 2015 | 38       | ディセンダント サウンドトラック  |
| "If Only"                                                                                  | 2015 | 94       | ディセンダント サウンドトラック  |
| "Ways to Be Wicked" (with ソフィア・カーソン、キャメロン・ボイス、ブーブー・スチュワート)  | 2017 | 1        | ディセンダント2 サウンドトラック |

### プロモーション・シングル
| 曲名                                  | 年   | アルバム                             | 備考           |
| ------------------------------------- | ---- | ------------------------------------ | -------------- |
| "On Top of the World"                 | 2013 | Disney Channel Play It Loud （英語） | —              |
| "Better in Stereo"                    | 2013 | Disney Channel Play It Loud （英語） | —              |
| "Cloud 9" (ウィズ ルーク・ベンワード) | 2014 | Disney Channel Play It Loud （英語） | —              |
| "Count Me In"                         | 2014 | Liv and Maddie                       | —              |
| "You, Me and the Beat"                | 2014 | Liv and Maddie                       | —              |
| "Bloodshot"                           | 2019 | Bloodshot/Waste                      | 削除された楽曲 |
| "Waste"                               | 2019 | Bloodshot/Waste                      | 削除された楽曲 |
| "So Good"                             | 2019 | —                                    | 削除された楽曲 |
| "Out of touch"                        | 2019 | —                                    | 削除された楽曲 |
| "Remember me" (featuring Bia)         | 2020 | —                                    | 削除された楽曲 |
| "We belong"                           | 2020 | —                                    | 削除された楽曲 |
| "Lazy Baby"                           | 2021 | —                                    | 削除された楽曲 |
| "Boyfriend"                           | 2022 | 未公表                               | —              |
| "Breakfast"                           | 2022 | 未公表                               | —              |
| "Bad Idea"                            | 2022 | 未公表                               | —              |
| "Girl Like Me"                        | 2022 | 未公表                               | —              |

### その他の曲
| 曲名                                        | 年   | アーティスト | アルバム                                        |
| ------------------------------------------- | ---- | --- | ----------------------------------------------- |
| 今までにない音楽を "Future Sounds Like Us"  | 2013 | — | シェキラ! シーズン3 サウンドトラック I <3 DANCE |
| "Let It Snow, Let It Snow, Let It Snow"     | 2013 | — | Disney Holidays Unwrapped （英語）              |
| "Jolly to the Core"                         | 2016 | ソフィア・カーソン、キャメロン・ボイス、ブーブー・スチュワート | Disney Channel Holiday Hits                     |
| "Mama I’m a Big Girl Now"                   | 2016 | マディ・バイリオ、アリアナ・グランデ、ハーヴェイ・ファイアスタイン、アンドレア・マーティン、クリスティン・チェノウェス                                             | ヘアスプレー ライブ!                            |
| "Cooties"                                   | 2016 | — | ヘアスプレー ライブ!                            |
| "You Can’t Stop the Beat"                   | 2016 | マディ・バイリオ、ギャレット・クレイトン、アリアナ・グランデ、エフライム・サイクス、ハーヴェイ・ファイアスタイン、マーティン・ショート、クリスティン・チェノウェス | ヘアスプレー ライブ!                            |
| "Taste of You"(Rezz featuring Dove Cameron) | 2021 | — | —                                               |
| "Enjoy the Ride (Part II)"                  | 2021 | セシリー・ストロング、アーロン・トヴェイト | シュミガドーン!                                 |
| "We Go Down Together"                       | 2023 | カリード | —                                               |
| "Welcome to Schmicago"                      | 2023 | Titus’s Burgess and The Cast of Schmigadoon! Season2 | シュミガードン! シーズン2                       |
| "Kaput"                                     | 2023 | The Cast of Schmigadoon! Season2 | シュミガードン! シーズン2                       |
| "Bustin’ Out"                               | 2023 | アリアナ・デボース、セシリー・ストロング | シュミガードン! シーズン2                       |
| "Something Real"                            | 2023 | アーロン・トヴェイト | シュミガードン! シーズン2                       |
| "You Betrayed Me"                           | 2023 | アーロン・トヴェイト、キーガン＝マイケル・キー | シュミガードン! シーズン2                       |

### ミュージック・ビデオ
| 曲名                     | 年   | 備考                                                      |
| ------------------------ | ---- | --------------------------------------------------------- |
| "Better In Stereo"       | 2013 | —                                                         |
| "Cloud 9"                | 2014 | —                                                         |
| "What A Girl Is"         | 2015 | クリスティーナ・グリミー、Baby Kaelyとダヴを含め3人で出演 |
| "Believe"                | 2015 | ショーン・メンデスのミュージックビデオにゲスト出演        |
| "Written in the Stars"   | 2015 | ライアン・マッカータンとデュエット                        |
| "Glowing in the Dark"    | 2016 | ライアン・マッカータンとデュエット                        |
| "Make You Stay"          | 2016 | ライアン・マッカータンとデュエット                        |
| "Genie in a Bottle"      | 2016 | —                                                         |
| "Bloodshot"              | 2019 | 削除された楽曲                                            |
| "Waste"                  | 2019 | 削除された楽曲                                            |
| "So Good"                | 2019 | 削除された楽曲                                            |
| "Out of touch"           | 2019 | 削除された楽曲                                            |
| "We belong "             | 2020 | 削除された楽曲                                            |
| "Lazy Baby"              | 2021 | 削除された楽曲                                            |
| "Boyfriend"              | 2022 | —                                                         |
| "Breakfast"              | 2022 | —                                                         |
| "We Go Down Together"    | 2023 | カリードとデュエット                                      |
| "Use Me (Brutal Hearts)" | 2023 | Diploとジョニー・ブルー・スカイとデュエット               |

## 受賞とノミネート
| 年   | 賞                                       | カテゴリ                                     | ノミネート対象                                 | 結果       | 参照    |
| ---- | ---------------------------------------- | -------------------------------------------- | ---------------------------------------------- | ---------- | ------- |
| 2014 | ティーン・チョイス・アワード             | チョイスTV: 女性ブレイクアウトスター         | 本人                                           | ノミネート | [ 110 ] |
| 2015 | ティーン・チョイス・アワード             | チョイスTV女優: コメディ                     | うわさのツインズ リブとマディ                  | ノミネート | [ 111 ] |
| 2016 | キッズ・チョイス・アワード               | 好きな女性テレビスター - キッズショー        | 本人                                           | ノミネート | [ 112 ] |
| 2016 | ティーン・チョイス・アワード             | チョイスTV番組:コメディ                      | うわさのツインズ リブとマディ                  | ノミネート | [ 113 ] |
| 2016 | ティーン・チョイス・アワード             | チョイスTV女優: コメディ                     | 本人                                           | ノミネート | [ 113 ] |
| 2017 | キッズ・チョイス・アワード               | 好きな女性テレビスター                       | うわさのツインズ リブとマディ                  | ノミネート |         |
| 2017 | MTVビデオ・ミュージック・アワード        | Best Musical Moments                         | "You Can Stop the Beat" (ヘアスプレーライブ！) | ノミネート |         |
| 2018 | デイタイム・エミー賞                     | Outstanding Performer in a Children's Series | うわさのツインズ リブとマディ                  | 受賞       | [ 114 ] |
| 2020 | キッズ・チョイス・アワード               | 好きな女優                                   | ディセンダント3                                | 受賞       |         |
| 2022 | MTVビデオ・ミュージック・アワード        | 最優秀新人賞                                 | 本人                                           | 受賞       | [ 115 ] |
| 2022 | アメリカン・ミュージック・アワード       | New Artists of the Year                      | 本人                                           | 受賞       | [ 116 ] |
| 2022 | ピープルズ・チョイス・アワード           | The New Artists of 2022                      | 本人                                           | ノミネート | [ 117 ] |
| 2023 | Gold Derby Music Awards                  | BEST NEW ARTIST                              | 本人                                           | 受賞       | [ 118 ] |
| 2023 | アイハートラジオ・ミュージック・アワード | Best New Pop Artist                          | 本人                                           | ノミネート | [ 119 ] |
| 2023 | キッズ・チョイス・アワード               | Favorite Breakout Artist                     | 本人                                           | 受賞       | [ 120 ] |
| 2023 | Queerties                                | クイア・アンセム                             | "Boyfriend"                                    | ノミネート | [ 121 ] |
| 2023 | BMI Pop Awards                           | Most Performed Songs of the Year             | "Boyfriend"                                    | 栄誉賞     | [ 122 ] |
| 2023 | GLAADメディア賞                          | Outstanding Breakthrough Music Artist        | 本人                                           | 受賞       | [ 123 ] |